# Pinan
Pinan (平安), med japanska uttalet Heian, är en serie kata om fem olika kopplade rörelsemönster, som lärs ut i många karatestilar.  Pinankatan har sitt ursprung på Okinawa och har anpassats av Itosu Ankō från äldre kata som Kusanku och Channan [1] [2] i former som lämpar sig för undervisning i karate för unga studenter. När Funakoshi Gichin tog karaten till Japan, gav han katan namnet Heian, vilket betyder "fredligt och lugnt." Pinan är den kinesiska pinyin-läsningen av 平安.

## Historik
Pinan infördes i skolsystemen på  Okinawa på tidigt 1900-tal och kom  snart att tillämpas av lärare och skolor. På så vis, dyker de upp i dagens läroplaner för Shitō-ryū, Wadō-ryū, Shōrin-ryū, Kobayashi-ryū, Kyokushinkai,  Shōrei-ryū, Shōtōkan-ryū, Matsubayashi-ryū, Kenyū-ryū, Kuniba-kai, Shindō Jinen Ryū, Kosho-ryū Kempō och flera andra stilar.

### Genealogi

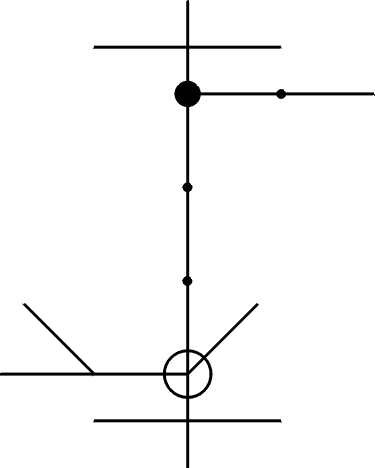
Embusen för Heian Shodan (nr 1)

|              |              |              |              |              |              |  |  |           |           |           |           |           |           |  |  |          |          |          |          |          |          |  |  |                  |                  |                  |                  | Shuri-te         |                  |  |  |                 |                 |                 |                 |                 |                 |  |  |               |               |               |               |               |               |  |  |                |                |                |                |                |                |  |  |          |          |          |          |          |          |
|              |              |              |              |              |              |  |  |           |           |           |           |           |           |  |  |          |          |          |          |          |          |  |  |                  |                  |                  |                  |                  |                  |  |  |                 |                 |                 |                 |                 |                 |  |  |               |               |               |               |               |               |  |  |                |                |                |                |                |                |  |  |          |          |          |          |          |          |
|              |              |              |              |              |              |  |  |           |           |           |           |           |           |  |  |          |          |          |          |          |          |  |  |                  |                  |                  |                  | Shōrin-ryū       |                  |  |  |                 |                 |                 |                 |                 |                 |  |  |               |               |               |               |               |               |  |  |                |                |                |                |                |                |  |  |          |          |          |          |          |          |
|              |              |              |              |              |              |  |  |           |           |           |           |           |           |  |  |          |          |          |          |          |          |  |  |                  |                  |                  |                  |                  |                  |  |  |                 |                 |                 |                 |                 |                 |  |  |               |               |               |               |               |               |  |  |                |                |                |                |                |                |  |  |          |          |          |          |          |          |
|              |              |              |              |              |              |  |  |           |           |           |           |           |           |  |  |          |          |          |          |          |          |  |  |                  |                  |                  |                  |                  |                  |  |  |                 |                 |                 |                 |                 |                 |  |  |               |               |               |               |               |               |  |  |                |                |                |                |                |                |  |  |          |          |          |          |          |          |
| Shōtōkan-ryū | Shōtōkan-ryū | Shōtōkan-ryū | Shōtōkan-ryū | Shōtōkan-ryū | Shōtōkan-ryū |  |  | Shitō-ryū | Shitō-ryū | Shitō-ryū | Shitō-ryū | Shitō-ryū | Shitō-ryū |  |  | Wadō-ryū | Wadō-ryū | Wadō-ryū | Wadō-ryū | Wadō-ryū | Wadō-ryū |  |  | Matsubayashi-ryū | Matsubayashi-ryū | Matsubayashi-ryū | Matsubayashi-ryū | Matsubayashi-ryū | Matsubayashi-ryū |  |  | Matsumura Seito | Matsumura Seito | Matsumura Seito | Matsumura Seito | Matsumura Seito | Matsumura Seito |  |  | Kobayashi-ryū | Kobayashi-ryū | Kobayashi-ryū | Kobayashi-ryū | Kobayashi-ryū | Kobayashi-ryū |  |  | Shobayashi-ryū | Shobayashi-ryū | Shobayashi-ryū | Shobayashi-ryū | Shobayashi-ryū | Shobayashi-ryū |  |  | Seidokan | Seidokan | Seidokan | Seidokan | Seidokan | Seidokan |
| Shōtōkan-ryū | Shōtōkan-ryū | Shōtōkan-ryū | Shōtōkan-ryū | Shōtōkan-ryū | Shōtōkan-ryū |  |  | Shitō-ryū | Shitō-ryū | Shitō-ryū | Shitō-ryū | Shitō-ryū | Shitō-ryū |  |  | Wadō-ryū | Wadō-ryū | Wadō-ryū | Wadō-ryū | Wadō-ryū | Wadō-ryū |  |  | Matsubayashi-ryū | Matsubayashi-ryū | Matsubayashi-ryū | Matsubayashi-ryū | Matsubayashi-ryū | Matsubayashi-ryū |  |  | Matsumura Seito | Matsumura Seito | Matsumura Seito | Matsumura Seito | Matsumura Seito | Matsumura Seito |  |  | Kobayashi-ryū | Kobayashi-ryū | Kobayashi-ryū | Kobayashi-ryū | Kobayashi-ryū | Kobayashi-ryū |  |  | Shobayashi-ryū | Shobayashi-ryū | Shobayashi-ryū | Shobayashi-ryū | Shobayashi-ryū | Shobayashi-ryū |  |  | Seidokan | Seidokan | Seidokan | Seidokan | Seidokan | Seidokan |
| Kyokushin    | Kyokushin    | Kyokushin    | Kyokushin    | Kyokushin    | Kyokushin    |  |  | Shūkōkai  | Shūkōkai  | Shūkōkai  | Shūkōkai  | Shūkōkai  | Shūkōkai  |  |  |          |          |          |          |          |          |  |  |                  |                  |                  |                  |                  |                  |  |  |                 |                 |                 |                 |                 |                 |  |  |               |               |               |               |               |               |  |  |                |                |                |                |                |                |  |  |          |          |          |          |          |          |

## Tillämpning i dag
De fem olika pinankatorna lärs ut till nybörjarkategorierna efter deras ökande svårighetsgrad. Katorna är alla löst baserade på en I-formad embusen (演武線)  eller kartskiss. Dessa kator utgör grunden till många mer avancerade kata inom karate, eftersom många av de tekniker som används i dessa kata också finns i de högre graders kata, speciellt Kusanku.
I vissa stilar är Pinan Shodan och Pinan Nidan omkastade - vad vissa stilar kallar Pinan Shodan är vad andra kallar Heian Nidan, och vice versa, men att man trots detta har behållit Heians inlärningsordning. Så till exempel kallas den katan som Shōtōkan benämner Heian-shodan, i andra stilar som Shitō-ryū för Pinan Nidan. En sak att notera är därför att Shūkōkai lär ut Pinan Nidan först och Pinan Shodan därefter. De anser att Pinan Nidan är en enklare, mer nybörjarvänlig kata. Även Wadō-Ryū tillämpar inlärningsordningen: Pinan Nidan, Pinan Shodan, Pinan Sandan, Pinan Yodan och Pinan godan, ibland med Shodan först på 3:e plats.
Nakayama Masatoshi har publicerat ett stort antal böcker om karate, där nr 5 i en lång serie under titeln Best Karate (1977-79) tar upp de fem Pinan/Heian med Shōtōkan-stuk. Detaljutförandet varierar mellan olika skolor och då är det främst fotställningarna som skiljer. Så väljer t. ex Shitō-ryū genomgående neko-dachi i stället för kōkotsu-dachi och en lägre ställning än Shōtōkan för de avslutande turerna i Pinan Nidan. Renshi Ky Buon Tang bekräftar detta och visar övriga Pinan plus bunkai på YouTube.